# تفجيرات بغداد 20 تموز 2013
بغداد 20 تموز/يوليو 2013: مقتل واصابة العشرات في سلسلة تفجيرات متزامنة في بغداد بواسطة خمس سيارات ملغومة في أحياء يغلب المسلمين الشيعة على سكانها بالعاصمة العراقية بغداد.  مصادر في الشرطة العراقية افادت بوقوع أحد الانفجارات في الكرادة، حيث انفجرت سيارة مفخخة في شارع تجاري مزدحم فقتلت أربعة أشخاص على الأقل. من جانبها قالت أسوشيتد برس ان 30 شخصا على الأقل قتلوا في تفجيرات بسيارات مفخخة تركت في شوارع تجارية مزدحمة من العاصمة بغداد في أحياء الكرادة والبياع والشرطة والطوبجي والزعفرانية. إلى ذلك قال مصدر أمني في محافظة نينوى أنه قتل شخص واحد واصيب 24، بينهم سبعة جنود وامرأة، في تفجير انتحاري استهدف أحد المقرات العسكرية جنوب شرقي الموصل. وذكر المصدر ان «انتحاريا يقود سيارة مفخخة، قام بتفجيرها مساء اليوم مستهدفا مقر سرية تابعة للجيش العراقي في حي سومر جنوب شرقي الموصل، مما أسفر عن مقتل امرأة وإصابة 24، بينهم سبعة جنود، من جراء شدة الانفجار».